# لوسيل نورمان
لوسيل نورمان (بالإنجليزية: Lucille Norman)‏ هي مقدمة برامج إذاعية ومغنية وممثلة أمريكية، ولدت في 15 يونيو 1921 في لنكن في الولايات المتحدة، وتوفيت في 1 أبريل 1998 في غلينديل في الولايات المتحدة.

## وصلات خارجية
- لوسيل نورمان على موقع IMDb (الإنجليزية)
- لوسيل نورمان على موقع ميوزك برينز (الإنجليزية)
- لوسيل نورمان على موقع قاعدة بيانات برودواي على الإنترنت (الإنجليزية)
- لوسيل نورمان على موقع أول ميوزيك (الإنجليزية)
- لوسيل نورمان على موقع أول ميوزيك (الإنجليزية)
- لوسيل نورمان على موقع أول ميوزيك (الإنجليزية)
- لوسيل نورمان على موقع ديسكوغز (الإنجليزية)
- لوسيل نورمان على موقع قاعدة بيانات الفيلم (الإنجليزية)